# Gorálok (állatnem)
A gorálok (Naemorhedus) az emlősök (Mammalia) osztályának párosujjú patások (Artiodactyla) rendjébe, ezen belül a tülkösszarvúak (Bovidae) családjába és a kecskeformák (Caprinae) alcsaládjába tartozó nem.

## Leírásuk
Ezek a kecskeformák főleg a Himalája környékén és ettől keletre fordulnak elő; Észak-Indiától Délkelet-Oroszországig és a Koreai-félszigetig, valamint délen egészen Vietnámig. Korábban a goráloknál nagyobb testű szérók (Capricornis) is ebbe az emlősnembe tartoztak. Azokon a helyeken, ahol mindkét típusú állat előfordul, a gorálok felhúzódnak a magasabban fekvő részekre, míg a szérók a hegyek lábainál maradnak; így elkerülik a versengést. A gorálok általában 80-130 centiméter hosszúak és 25-40 kilogramm tömegűek. Szarvaik rövidek és hátrahajlanak. Gyapjas bundájuk általában szürkésbarna, világosabb foltozásokkal, azonban az árnyalatok fajtól, egyedtől és élőhelytől függően változnak. A széroktól eltérően, ezeknek az állatoknak nincsenek pézsmamirigyeik a szemeik előtt.

## Rendszerezés
A nembe az alábbi 4 élő faj tartozik:
- vörös gorál (Naemorhedus baileyi) Pocock, 1914
- hosszúfarkú gorál (Naemorhedus caudatus) H. Milne-Edwards, 1867
- közönséges gorál (Naemorhedus goral) (Hardwicke, 1825) - típusfaj
- kínai gorál (Nemorhaedus griseus) A. Milne-Edwards, 1871

## Fordítás
- Ez a szócikk részben vagy egészben  a   Goral című angol Wikipédia-szócikk ezen változatának fordításán alapul.  Az eredeti cikk szerkesztőit annak laptörténete sorolja fel. Ez a jelzés csupán a megfogalmazás eredetét és a szerzői jogokat jelzi, nem szolgál a cikkben szereplő információk forrásmegjelöléseként.